# Aradillos
Aradillos es una localidad del municipio de Campoo de Enmedio (Cantabria, España). En el año 2024 contaba con una población de 36 habitantes (INE). Está a una distancia de 8 kilómetros de la capital municipal, Matamorosa. Aradillos se encuentra a una altitud de 1.001 metros sobre el nivel del mar. Desde esta población puede ascenderse al pico El Raposo, cumbre de 1.419 m s. n. m., en la divisoria cantábrica. Entre esta localidad y Cañeda nace el río Besaya, uno de los principales ríos de Cantabria.
La procedencia del nombre de Aradillo, podría provenir del topónimo de la época romana Aracillum, que fue una fortaleza cántabra sometida a un fuerte asedio por parte de los romanos durante las guerras cántabras.
- Datos: Q5702198